# Diocèse du Pas-de-Calais
Cet article court présente un sujet plus développé dans : Ancien diocèse de Saint-Omer.
Le diocèse du Pas-de-Calais est un ancien diocèse de l'Église constitutionnelle en France. Créé par la constitution civile du clergé de 1790, il est supprimé à la suite du concordat de 1801. Il couvrait le département du Pas-de-Calais. Le siège épiscopal était Saint-Omer.